# Zsolt Gömöry
Zsolt Gömöri (ur. 9 lipca 1962 w Budapeszcie), klawiszowiec zespołu Omega.
Przez wiele lat uczył się grać na pianinie. Od 1985 roku był członkiem i kompozytorem w grupie Edda Művek. Pisał też muzykę do filmów i piosenki dla dzieci, komponował muzykę taneczną. Ma jedną córkę, Dorę.